# Arrondissement de Carcassonne
L'arrondissement de Carcassonne est une division administrative française, située dans le département de l'Aude et la région Occitanie.

## Composition

### Composition avant 2015
Liste des cantons de l'arrondissement de Carcassonne :
- canton de Bram (51 communes) ;
- canton de Carcassonne-1 (fraction de Carcassonne) ;
- canton de Carcassonne-2 (8 communes + fraction de Carcassonne) ;
- canton de Carcassonne-3 (6 communes + fraction de Carcassonne) ;
- canton de Castelnaudary (22 communes) ;
- canton de Montréal (27 communes) ;
- canton de Rieux-Minervois (23 communes) ;
- canton de Trèbes (27 communes) ;
- canton de Villemoustaussou (22 communes).

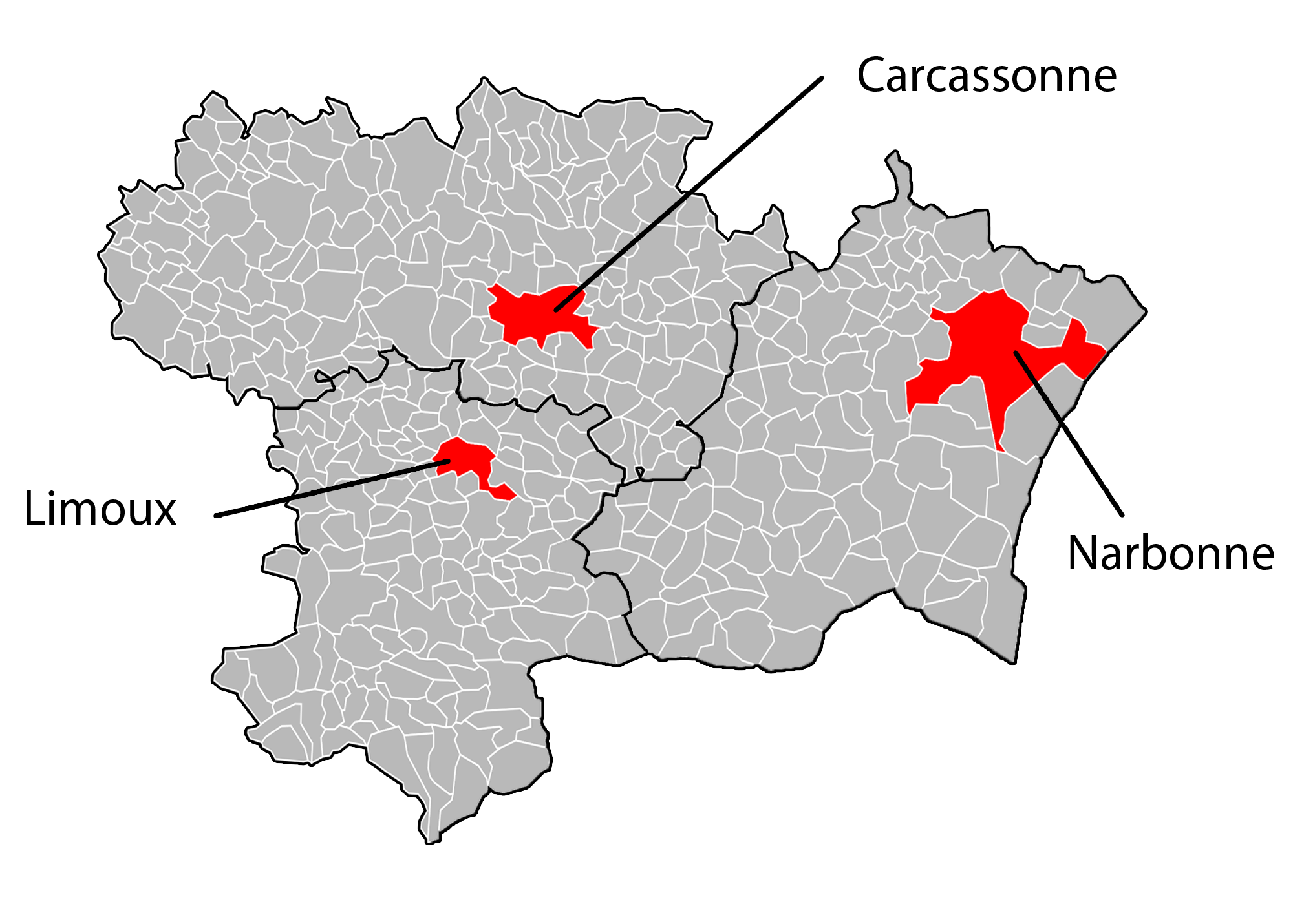
Découpage des communes des 3 arrondissements de l'Aude

### Découpage communal depuis 2015
Depuis 2015, le nombre de communes des arrondissements varie chaque année soit du fait du redécoupage cantonal de 2014 qui a conduit à l'ajustement de périmètres de certains arrondissements, soit à la suite de la création de communes nouvelles. Le nombre de communes de l'arrondissement de Carcassonne est ainsi de 207 en 2015, 207 en 2016, 187 en 2017 et 186 en 2019.
Au 1er janvier 2024, l'arrondissement groupe les 186 communes suivantes :
1. Aigues-Vives
2. Airoux
3. Alairac
4. Alzonne
5. Aragon
6. Arquettes-en-Val
7. Arzens
8. Azille
9. Badens
10. Bagnoles
11. Baraigne
12. Barbaira
13. Belflou
14. Belpech
15. Berriac
16. Blomac
17. Bouilhonnac
18. Bram
19. Brézilhac
20. Brousses-et-Villaret
21. Les Brunels
22. Cabrespine
23. Cahuzac
24. Capendu
25. Carcassonne
26. Carlipa
27. La Cassaigne
28. Les Cassés
29. Castans
30. Castelnaudary
31. Caudebronde
32. Caunes-Minervois
33. Caunettes-en-Val
34. Caux-et-Sauzens
35. Cavanac
36. Cazalrenoux
37. Cazilhac
38. Cenne-Monestiés
39. Citou
40. Comigne
41. Conques-sur-Orbiel
42. Couffoulens
43. Cumiès
44. Cuxac-Cabardès
45. Douzens
46. Fajac-en-Val
47. Fajac-la-Relenque
48. Fanjeaux
49. Fendeille
50. Fenouillet-du-Razès
51. Ferran
52. Floure
53. Fonters-du-Razès
54. Fontiers-Cabardès
55. Fontiès-d'Aude
56. La Force
57. Fournes-Cabardès
58. Fraisse-Cabardès
59. Gaja-la-Selve
60. Generville
61. Gourvieille
62. Hounoux
63. Les Ilhes
64. Issel
65. Labastide-d'Anjou
66. Labastide-en-Val
67. Labastide-Esparbairenque
68. Labécède-Lauragais
69. Lacombe
70. Lafage
71. Laprade
72. Lasbordes
73. Lasserre-de-Prouille
74. Lastours
75. Laurabuc
76. Laurac
77. Laure-Minervois
78. Lavalette
79. Lespinassière
80. Leuc
81. Limousis
82. La Louvière-Lauragais
83. Malves-en-Minervois
84. Marquein
85. Marseillette
86. Les Martys
87. Mas-Cabardès
88. Mas-des-Cours
89. Mas-Saintes-Puelles
90. Mayreville
91. Mayronnes
92. Mézerville
93. Miraval-Cabardès
94. Mireval-Lauragais
95. Molandier
96. Molleville
97. Montauriol
98. Montclar
99. Montferrand
100. Montirat
101. Montmaur
102. Montolieu
103. Montréal
104. Monze
105. Moussoulens
106. Orsans
107. Palaja
108. Payra-sur-l'Hers
109. Pécharic-et-le-Py
110. Pech-Luna
111. Pennautier
112. Pépieux
113. Pexiora
114. Peyrefitte-sur-l'Hers
115. Peyrens
116. Peyriac-Minervois
117. Pezens
118. Plaigne
119. Plavilla
120. La Pomarède
121. Pradelles-Cabardès
122. Preixan
123. Puginier
124. Puichéric
125. Raissac-sur-Lampy
126. La Redorte
127. Ribouisse
128. Ricaud
129. Rieux-en-Val
130. Rieux-Minervois
131. Roquefère
132. Rouffiac-d'Aude
133. Roullens
134. Rustiques
135. Saint-Amans
136. Sainte-Camelle
137. Saint-Denis
138. Sainte-Eulalie
139. Saint-Frichoux
140. Saint-Gaudéric
141. Saint-Julien-de-Briola
142. Saint-Martin-Lalande
143. Saint-Martin-le-Vieil
144. Saint-Michel-de-Lanès
145. Saint-Papoul
146. Saint-Paulet
147. Saint-Sernin
148. Saissac
149. Sallèles-Cabardès
150. Salles-sur-l'Hers
151. Salsigne
152. Serviès-en-Val
153. Souilhanels
154. Souilhe
155. Soupex
156. Taurize
157. La Tourette-Cabardès
158. Trassanel
159. Trausse
160. Trèbes
161. Tréville
162. Val-de-Dagne
163. Ventenac-Cabardès
164. Verdun-en-Lauragais
165. Verzeille
166. Villalier
167. Villanière
168. Villardonnel
169. Villar-en-Val
170. Villarzel-Cabardès
171. Villasavary
172. Villautou
173. Villedubert
174. Villefloure
175. Villegailhenc
176. Villegly
177. Villemagne
178. Villemoustaussou
179. Villeneuve-la-Comptal
180. Villeneuve-lès-Montréal
181. Villeneuve-Minervois
182. Villepinte
183. Villesèquelande
184. Villesiscle
185. Villespy
186. Villetritouls

## Démographie
En 2022, l'arrondissement comptait 163 742 habitants.
| 1968    | 1975    | 1982    | 1990    | 1999    | 2006    | 2011    | 2016    | 2021    |
| ------- | ------- | ------- | ------- | ------- | ------- | ------- | ------- | ------- |
| 127 628 | 125 001 | 129 821 | 137 221 | 141 890 | 153 203 | 160 306 | 159 539 | 163 034 |

| 2022    | - | - | - | - | - | - | - | - |
| ------- | - | - | - | - | - | - | - | - |
| 163 742 | - | - | - | - | - | - | - | - |